# Maxomys hellwaldii
Maxomys hellwaldii är en däggdjursart som först beskrevs av Fredericus Anna Jentink 1878.  Maxomys hellwaldii ingår i släktet taggråttor och familjen råttdjur. Inga underarter finns listade i Catalogue of Life.
Enligt en studie från 1991 är arten närmast släkt med Maxomys dollmani. På grund av avvikande detaljer i kroppsbyggnaden mellan exemplar från olika regioner antas att Maxomys hellwaldii är en grupp av flera arter.
Maxomys hellwaldii når en kroppslängd (huvud och bål) av 18 till 22 cm, en svanslängd av 16 till 20 cm och en vikt av 150 till 270 g. Den har 4,3 till 5,0 cm långa bakfötter och 2,6 till 3,0 cm långa öron. Pälsen bildas främst av korta mjuka hår och dessutom är några längre borstiga hår inblandade. På huvudets topp och på ryggen har pälsen en mörk orangebrun färg och fram till sidorna blir pälsen ljusare. Arten har ljusgråa kinder och en vitaktig undersida. Ibland finns inslag av grå på bröstet och på axlarna. Huvudet kännetecknas av långa morrhår och avrundade öron. Djuret har gulvita fötter med några glest fördelade hår. Även svansen är nästan naken med en gråbrun ovansida och en ljusare undersida förutom 1/4 del vid spetsen som saknar pigment vad som ger ett vitt utseende. Honans fyra par spenar är jämnt fördelade på undersidan.
Arten förekommer nästan på hela Sulawesi i låglandet och i låga bergstrakter upp till 1000 meter över havet. Habitatet utgörs av tropiska regnskogar. Ibland besöker Maxomys hellwaldii angränsande landskap kan som vara anpassade till människan.
Denna gnagare söker på natten efter föda som utgörs av frukter, leddjur, snäckor, daggmaskar och små ryggradsdjur. Arten går främst på marken. Honan föder två till fyra ungar per kull.
Antagligen jagas några exemplar för köttets skull i norra delen av Sulawesi. Skogsavverkningar påverkar beståndet negativt. Allmänt är Maxomys hellwaldii inte sällsynt. IUCN kategoriserar arten globalt som livskraftig.